# سعیدآباد شفیع‌پور
سعیدآباد شفیع‌پور، روستایی از توابع بخش مرکزی شهرستان رفسنجان در استان کرمان ایران است.

## جمعیت
این روستا در دهستان کبوترخان قرار دارد و براساس سرشماری مرکز آمار ایران در سال ۱۳۸۵، جمعیت آن ۳۴۵ نفر (۷۲خانوار) بوده‌است.